# Sabulodes exhonorata
Sabulodes exhonorata là một loài bướm đêm trong họ Geometridae.